# Super/System
Super/System är bok om poker skriven av Doyle Brunson (även kallad "Texas Dolly") och utgavs första gången 1979.

## Titeln och historien om boken
Ursprungligen hette boken How I Made $1 Million On Playing Poker, men den fick titeln Super System: A course how to play power poker, populärt förkortat till Super/System.
Ett citat från pokerskriften FirstPoker lyder: Det finns bra pokerböcker, det finns utmärkta pokerböcker och så finns det Doyle Brunsons Super/System.
Detta uttalande ger ett riktmärke för hur bra boken är, många professionella pokerspelare anser att Super/System är den i särklass bästa pokerhandbok som någonsin skrivits. Faktum är att när boken kom ut så orsakade den stor bestörtning bland pokerproffsen världen över då de ansåg att Doyle Brunson och hans medförfattare hade gett bort alla pokerspelarnas yrkeshemligheter.
Super/System omfattar 600 sidor och var långt före sin tid, Doyle förespråkade bland annat det lös-aggressiva spel som idag spelas på många pokerbord världen över. Än idag fostrar "Super/System" många pokerspelare, och det finns knappast någon i dagens pokerselit som inte läst den.

## Innehåll
Boken börjar med att Doyle Brunson tar upp generell pokerstrategi. Den generella pokerstrategin inkluderar bland annat: Hur man ska kontrollera sina känslor vid bordet, se hur motståndarna spelar och plocka upp tells och andra liknande tips och information som gäller i alla pokervarianter.
Boken är uppdelad i följande delar:
- Draw poker skriven av Mike Caro. Caro skriver även mer ingående om tells, dvs. hur man plockar upp information om motståndarens hand efter hur han spelar.  Caro är en expert på tells och pokerpsykologi och skrev senare en egen bok i detta ämnet.
- Seven-card stud / Sjustöt skriven av Chip Reese
- Lowball skriven av Joey Hawthorne och Doyle Brunson
- Seven-card stud high-low split av David Sklansky
- Limit Texas hold 'em av Bobby Baldwin
- No-limit Texas hold 'em av Doyle Brunson själv.

Slutligen innehåller den massa statistik som Mike Caro sammansatt.

## Super System II
En uppföljare till Super/System kom år 2004 - "Super System II" (utgiven av Paperback)
Även "Super/System II" är skriven av många författare med Doyle Brunson i spetsen. 
Innehåll
- Foreword, av Avery Cardoza
- Preface, av Johnny Chan
- Introduction, av Doyle Brunson
- My Story, av Doyle Brunson
- The History of Texas Hold'em, av Crandell Addington
- Online Poker, av Doyle Brunson
- 43 Exclusive Super/System 2 Tips from Mike Caro University, av Mike Caro
- Specialize or Learn them All? av Steve Zolotow
- Limit Hold'em, av Jennifer Harman
- Omaha Eight or Better, av Bobby Baldwin
- Seven Card Stud High-Low Eight or Better, av Todd Brunson
- Pot Limit Omaha High, av Lyle Berman
- Triple Draw, av Daniel Negreanu
- Tournament Overview, av Doyle Brunson
- No Limit Hold'em, av Doyle Brunson
- World Poker Tour, av Steven Lipscomb